# Štěpánkovice (železniční zastávka)
Štěpánkovice jsou železniční zastávka, která se nachází u jižního konce zástavby obce Štěpánkovice v okrese Opava. Leží v km 18,830 železniční trati Kravaře ve Slezsku – Chuchelná mezi stanicí Kravaře ve Slezsku a zastávkou Bolatice. V blízkosti se nachází autobusová zastávka Štěpánkovice, žel. st., která je používána pro případ výluky na trati.

## Historie
Ačkoli tehdejší železniční trať Troppau – Ratibor (tedy dnes Opava – Ratiboř) byla zprovozněna 20. října 1895, přímo u vesnice Štěpánkovice zastávka zřízena nebyla. Ale pravděpodobně pod názvem Štěpánkovice byla zřízena zastávka, která ležela v sousedství obce Bolatice, ale ještě na katastru Štěpánkovic. Dnešní zastávka Štěpánkovice (tehdy Schepankowitz) byla postavena zřejmě v roce 1911 v rámci rekonstrukce tratě. Od roku 1945 do 60. let 20. století se používal název Štěpánkovice ve Slezsku.

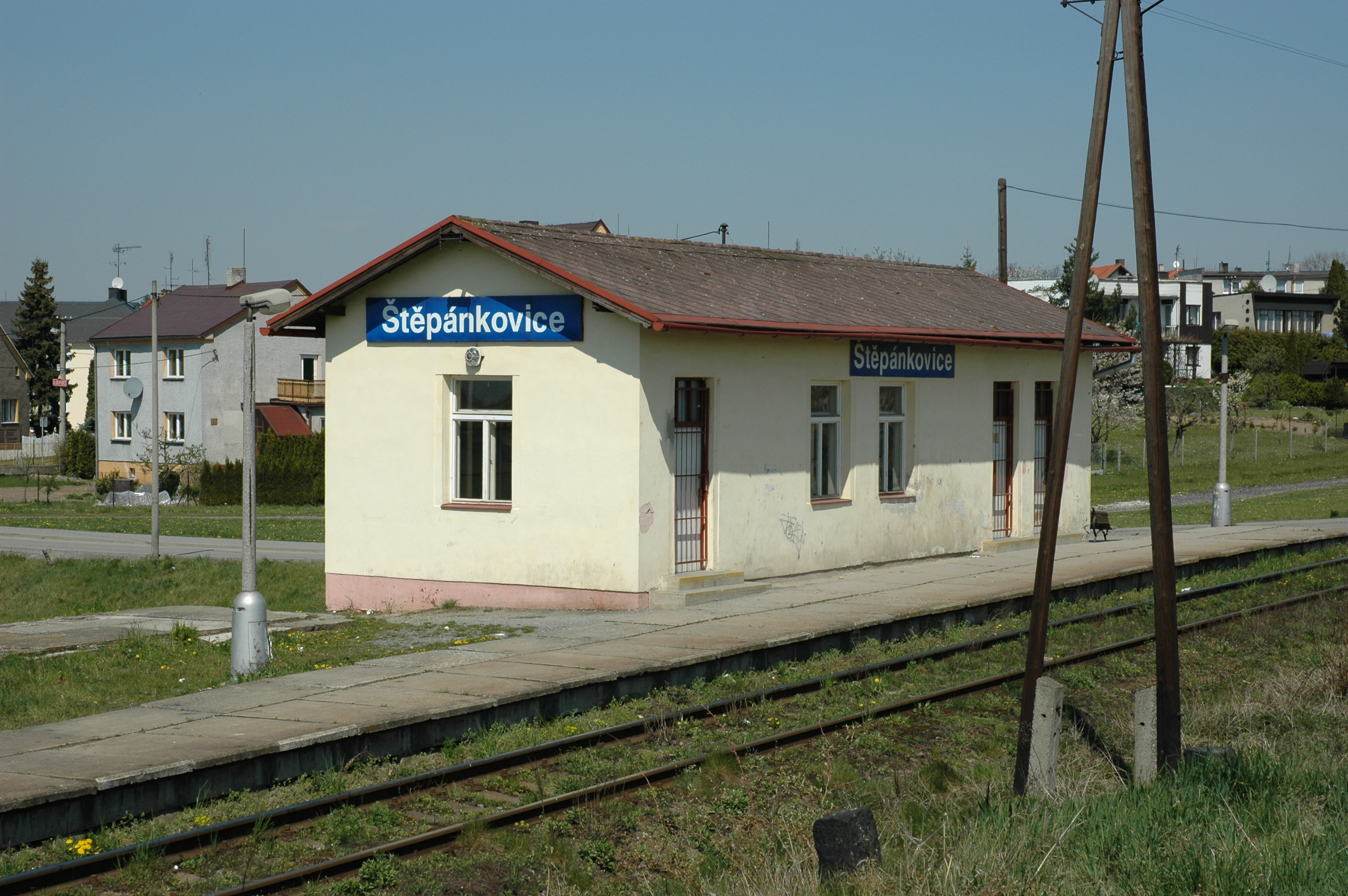
Původní budova zastávky v roce 2007

V roce 2014 byla původní budova zastávky částečně ubourána a přestavěna na přístřešek pro cestující.
Od září 2024 je zastávka dle výlukového jízdního řádu nepoužívaná, protože celou trať Opava východ - Hlučín a trať Kravaře ve Slezsku - Chuchelná obsluhuje náhradní autobusová doprava, kvůli poškození mostu v úseku Opava východ – Kravaře ve Slezsku záplavami v září 2024. Obnova provozu se předpokládá v roce 2027.

## Popis zastávky
V zastávce ležící na jednokolejné trati je vnější úrovňové nástupiště s délkou 119 m, hrana nástupiště je ve výšce 300 mm nad temenem kolejnice. V těsném sousedství zastávky v km 18,815 je přejezd účelové komunikace č. P7895, který je zabezpečen výstražnými kříži.